# Дагоберт Пізанський
Дагоберт Ланфранчі (італ. Dagoberto Lanfranchi; помер у 1105 р.), більш відомий як Дагоберт Пізанський — перший архієпископ Пізи та другий латинський патріарх Єрусалима після того, як місто було захоплене під час Першого хрестового походу. Відомий також як Дайберт або Даймберт.

## Раннє життя
Мало що відомо про раннє життя Дагоберта, але вважається, що спочатку він був висвячений Везіло, архієпископом Майнца і провідним прихильником імператора Генріха IV у його суперечці з папою Григорієм VII про інвеституру та в підтримці антипапи Климента III. У 1085 році Везіло був відлучений від церкви за симонію пропапським синодом у Кведлінбурзі. Власне ім'я Дагоберта пояснює його походження з Ломбардії/Емілії, де здавно було багато проімперських гібелінських міст.

## Єпископ Пізи
В кінці 1080-х років Дагоберт змінив політичну орієнтацію, зблизившись із графинею Матильдою Тосканською, однією з найзавзятіших прихильників папства і гвельфської партії. В 1088 році папа Урбан II скасував отриману від антипапи Климента хіротонію Дагоберта і замінив її канонічною, висвятивши Дагоберта єпископом Пізи. Спочатку призначення людини з таким суперечливим минулим викликало неприязнь. Петро, єпископ Пістойї, протестував перед папою, і капітул собору виступив проти, але постійна підтримка Урбана дозволила Дагоберту встановити свою владу.
Дагоберт відігравав активну роль у громадському житті Пізи, наприклад, він об'єднався з іншими знатними особами в 1090 році, щоб врегулювати максимальну висоту будинків. Він став поважною фігурою в політичному та економічному житті Пізи, застосувавши практичний підхід до проблем, з якими він зіткнувся як у Пізі, так і пізніше у своїй кар'єрі. В 1092 році Урбан за рекомендацією Матильди підвищив статус Пізанського епископства до архієпископства.
Дагоберт провів Різдво 1094 року з папою Урбаном, а потім супроводжував його в його пастирській подорожі Італією та Францією, включаючи Собор у П'яченці, який відбувся для відновлення повноважень папи після суперечки про інвеституру, і Собор у Клермоні, на якому папа запустив Перший хрестовий похід. Потім Дагоберт повернувся до Пізи, щоб проповідувати хрестовий похід, і отримав в цьому гарячу підтримку. У 1098 році Урбан призначив Дагоберта легатом при дворі короля Альфонсо VI Кастильського, і він виявив себе компетентним організатором церкви на землях, нещодавно завойованих у маврів, хоча, за чутками, він привласнив собі деякі подарунки і скарби, надіслані королем Альфонсо Папі Римському.

## Латинський патріарх Єрусалиму
В кінці 1098 року Дагоберт вирушив на схід із пізанським флотом, який здійснив успішні набіги на острови, що належали Візантії, і вступив у сутичку з візантійським флотом, перш ніж вирушити до Палестини. Один із лідерів хрестоносців, Боемунд Антіохійський, взяв в облогу в Сирії візантійський порт Латакія, і Дагоберт з пізанцями погодилися допомогти йому, заблокувавши порт з моря. Однак інші лідери хрестоносців, які бачили необхідність співпраці з візантійським імператором і східними християнами, були обурені цим і переконали Дагоберта зняти блокаду. Боемунд був змушений припинити облогу та супроводжував Дагоберта до Єрусалиму, куди прибув 21 грудня 1099 року.
Статус Дагоберта, коли він відправився на схід, невідомий. Багато істориків вважають, що папа Урбан II призначив його апостольським легатом хрестового походу замість Адемара з Ле-Пюї, який помер 1 серпня 1098 року. Однак сам папа Урбан помер 29 липня 1099 року, і в листі до нового папи Пасхалія II у вересні 1099 року Дагоберт називає себе просто «архієпископом Пізи».
Відразу після Різдва першого латинського патріарха Єрусалиму Арнульфа Шокського було скинуто на тій підставі, що його обрання було неканонічним, і за підтримки Боемунда на його місце було обрано Дагоберта. Громадська думка завжди вважала, що Свята Земля повинна бути спадщиною церкви, але Арнульф був надто слабким, щоб встановити церковне верховенство. Позиція Дагоберта була сильнішою, оскільки він був (імовірно) папським легатом і мав підтримку пізанського флоту. Відразу після вступу на престол Годфрід Буйонський став перед ним на коліна й отримав від Дагоберта територію Єрусалиму, а Боемунд зробив те саме щодо Антіохії. Балдуїн, майбутній король Єрусалиму, був у той час лордом Едеси, але він не присягнув Дагоберту і їхні стосунки, здається, не були дружніми.
Дагоберт прагнув встановити владу патріарха і вимагав, щоб Годфрід передав йому Єрусалим. Годфрід частково поступився, і на церемонії у день Великодня, 1 квітня 1100 року, він оголосив, що зберігатиме володіння до своєї смерті, або поки не завоює два великих міста у невірних, але він заповів Єрусалим патріарху. Однак Годфрід помер у липні, коли Дагоберт супроводжував кампанію проти Яффи під проводом племінника Боемунда, Танкреда Тарентського, і єрусалимські лицарі запропонували володарство Балдуїну, який був братом Годфріда. За підтримки Танкреда, Дагоберт написав, пропонуючи панування над Єрусалимом Боемунду Антіохійському, але лист було перехоплено і Боемунд був схоплений турками.

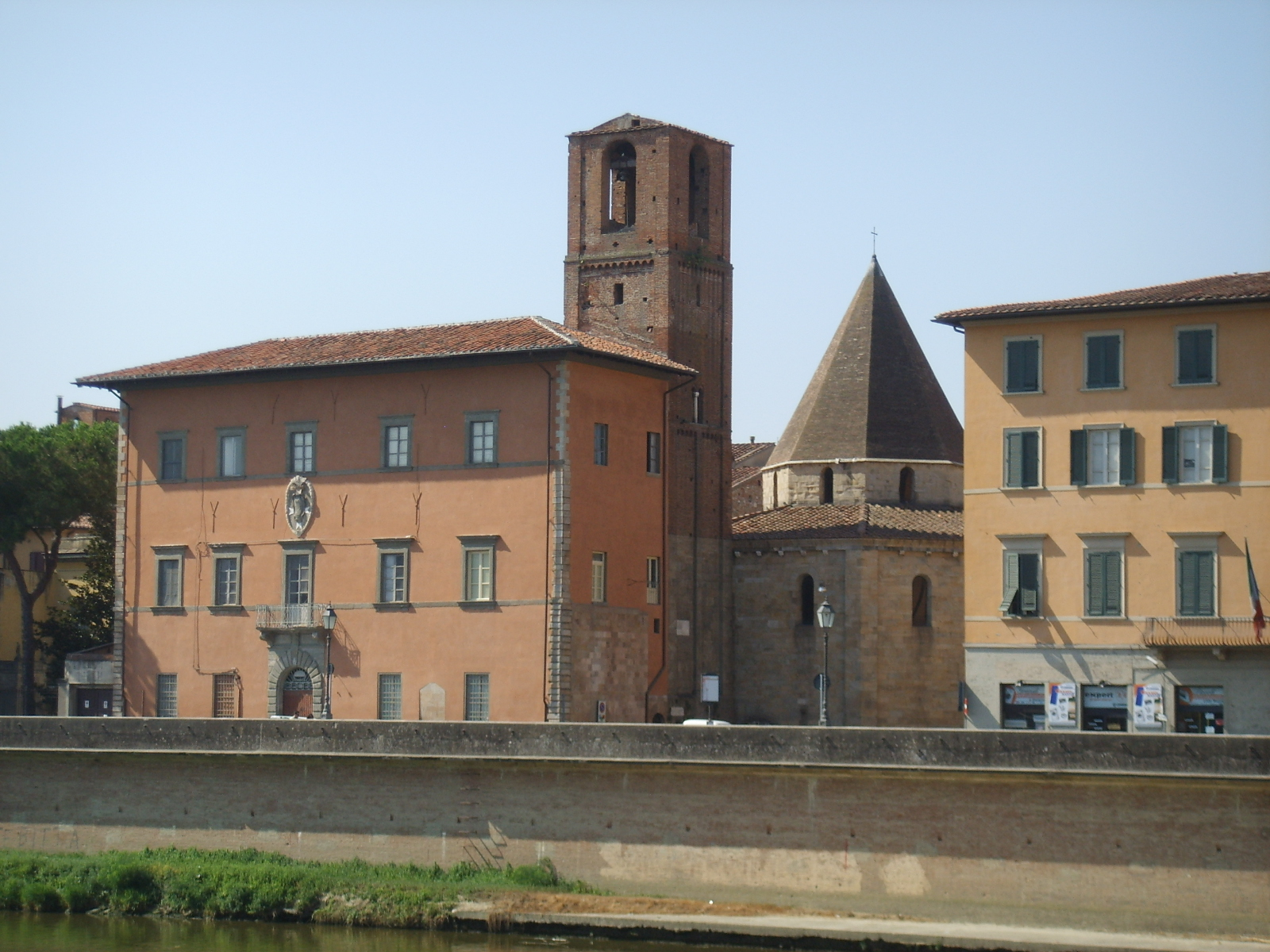
Церква Гробу Господнього, Піза

11 листопада Балдуїн прийняв титул короля Єрусалиму. Дагоберт був змушений визнати поразку, і Балдуїн, враховуючи вплив Дагоберта на пізанський флот, затвердив його на своїй кафедрі. На Різдво 1100 року Балдуїн віддав шану Патріарху і був коронований як король. Прибуття генуезької ескадри в квітні 1101 року послабило позиції Дагоберта, оскільки Балдуїн більше не залежав у морській силі лише від пізанського флоту. Йому потрібно було контролювати церкву, тому що йому завжди бракувало грошей, і благочестиві симфазисти давали свої пожертви на церкву. Були висунуті скарги щодо законності призначення Дагоберта, і коли папа послав легата Моріса, кардинала-єпископа Порту, щоб розібратися в ситуації, Балдуїн звинуватив Дагоберта у зраді за те, що він спонукав Боемунда протистояти престолонаслідуванню Балдуїна. Дагоберт підкупив Балдуїна, щоб він відмовився від цього обвинувачення. Однак восени Дагоберт привласнив собі усю всю пожертву, яка частково призначалась на оплату королівської армії, і за це легат позбавив його посади.
Танкред, який за відсутності Боемунда I правив Антиохією, запросив Дагоберта до свого міста і надав йому у розпорядження церкву Святого Георгія. Папський легат Моріс помер навесні 1102 року, і коли восени Балдуїну знадобилася військова допомога Танкреда, Танкред в якості умови своєї допомоги наполягав на відновленні Дагоберта на посаді патріарха Єрусалиму. Балдуїн погодився, але потім прибув новий легат, кардинал Роберт Паризький. Балдуїн і Арнульф Шокський, якого Дагоберт заступив на посаді патріарха були головними обвинувальниками на синоді на чолі з кардиналом Робертом. Дагоберта звинуватили в нападах на східних християн під час його набігів на візантійські острови на сході, у змові з метою спровокувати громадянську війну між Боемундом і Балдуїном, а також у збереженні собі грошей, наданих на добробут паломників, і скинули з посади патріарха. Танкред знову запросив його до Антіохії, але більше не висував вимог щодо його відновлення на посаді патріарха. На думку Стівена Рансімена, він показав себе розбещеним і скупим старцем і про його від'їзд ніхто не пошкодував.
Пізніше Дагоберт звернувся особисто до папи Пасхалія. Апеляція була успішною, і Дагоберт відправився назад до Святої Землі, щоб відновити свій патріархат. Але дорогою він помер у Мессіні на Сицилії в 1105 році. Під час його відсутності в Святій Землі, на посаді Патріаха Єрусалимського Дагоберта замінив священик на ім'я Еремар, а після смерті Дагоберта на посаду Патріарха було обрано Гібеліна з Арля. Його наступником на посаді архієпископа Пізи став П'єтро Моріконі, який, можливо, був обраний пізанцями ще до смерті Дагоберта, що свідчить про те, що він міг втратити підтримку після своєї тривалої і неоднозначної відсутності, але грамоти в архівах собору показують, що його рішення під час його перебування на посаді пізніше неодноразово цитувалися та підтверджувались.

## Репутація
Історики загалом піддавали суворій критиці поведінку Дагоберта у Святій Землі. Стівен Рансімен у своїй історії Першого хрестового походу описує його як енергійного, але марнославного, амбітного, нечесного і легко підпадаючого під вплив інших. У дослідженні 1998 року Майкл Мацке захищав Дагоберта, стверджуючи, що його дії як патріарха були мотивовані релігійним ідеалізмом і що він намагався втілити наміри папи Урбана II. Наскільки ця спроба реабілітації є обгрунтованою, історики рішуче розходяться. Патриція Скіннер у своєму огляді кар'єри Дагобера визнає, що він діяв проти канонічного права, але стверджує, що за виняткових обставин того часу він мав діяти прагматично.
Церква Гробу Господнього в Пізі названа на згадку про участь Дагоберта в Хрестовому поході.